# Балајнац (Мерошина)
Балајнац је насеље у Србији у општини Мерошина у Нишавском округу. Према попису из 2022. било је 1143 становника (према попису из 1991. било је 1249 становника).
Овде се налази ФК Земљорадник Балајнац.

## Демографија
У насељу Балајнац живи 944 пунолетна становника, а просечна старост становништва износи 40,1 година (39,5 код мушкараца и 40,7 код жена). У насељу има 302 домаћинства, а просечан број чланова по домаћинству је 4,09.
Ово насеље је углавном насељено Србима (према попису из 2002. године), а у последња три пописа, примећен је пад у броју становника.
|  |

| Демографија | Демографија | Демографија |
| Година      | Становника  | Становника  |
| ----------- | ----------- | ----------- |
| 1948.       | 1.397       |             |
| 1953.       | 1.456       |             |
| 1961.       | 1.334       |             |
| 1971.       | 1.333       |             |
| 1981.       | 1.298       |             |
| 1991.       | 1.249       | 1.229       |
| 2002.       | 1.236       | 1.256       |
| 2011.       | 1.254       |             |

| Етнички састав према попису из 2002.‍ | Етнички састав према попису из 2002.‍ | Етнички састав према попису из 2002.‍ | Етнички састав према попису из 2002.‍ | Етнички састав према попису из 2002.‍ |
| ------------------------------------ | ------------------------------------ | ------------------------------------ | ------------------------------------ | ------------------------------------ |
|                                      |                                      |                                      |                                      |                                      |
| Срби                                 | Срби                                 |                                      | 1.013                                | 81,95%                               |
| Роми                                 | Роми                                 |                                      | 216                                  | 17,47%                               |
| Мађари                               | Мађари                               |                                      | 1                                    | 0,08%                                |
| Македонци                            | Македонци                            |                                      | 1                                    | 0,08%                                |
| непознато                            | непознато                            |                                      | 4                                    | 0,32%                                |

| Година пописа     | 1948. | 1953. | 1961. | 1971. | 1981. | 1991. | 2002. |
| ----------------- | ----- | ----- | ----- | ----- | ----- | ----- | ----- |
| Број домаћинстава | 211   | 233   | 263   | 298   | 309   | 305   | 302   |

| Број чланова      | 1  | 2  | 3  | 4  | 5  | 6  | 7  | 8  | 9 | 10 и више | Просек |
| ----------------- | -- | -- | -- | -- | -- | -- | -- | -- | - | --------- | ------ |
| Број домаћинстава | 32 | 59 | 31 | 48 | 48 | 51 | 20 | 10 | 0 | 3         | 4,09   |

| Пол    | Укупно | Неожењен/Неудата | Ожењен/Удата | Удовац/Удовица | Разведен/Разведена | Непознато |
| ------ | ------ | ---------------- | ------------ | -------------- | ------------------ | --------- |
| Мушки  | 506    | 125              | 328          | 37             | 14                 | 2         |
| Женски | 478    | 67               | 327          | 66             | 12                 | 6         |
| УКУПНО | 984    | 192              | 655          | 103            | 26                 | 8         |

| Пол    | Укупно                    | Пољопривреда, лов и шумарство | Рибарство                            | Вађење руде и камена | Прерађивачка индустрија       |
| ------ | ------------------------- | ----------------------------- | ------------------------------------ | -------------------- | ----------------------------- |
| Мушки  | 281                       | 147                           | 0                                    | 0                    | 56                            |
| Женски | 129                       | 102                           | 0                                    | 0                    | 8                             |
| УКУПНО | 410                       | 249                           | 0                                    | 0                    | 64                            |
| Пол    | Производња и снабдевање   | Грађевинарство                | Трговина                             | Хотели и ресторани   | Саобраћај, складиштење и везе |
| Мушки  | 3                         | 14                            | 15                                   | 1                    | 7                             |
| Женски | 0                         | 0                             | 9                                    | 0                    | 0                             |
| УКУПНО | 3                         | 14                            | 24                                   | 1                    | 7                             |
| Пол    | Финансијско посредовање   | Некретнине                    | Државна управа и одбрана             | Образовање           | Здравствени и социјални рад   |
| Мушки  | 3                         | 5                             | 11                                   | 1                    | 1                             |
| Женски | 0                         | 1                             | 1                                    | 0                    | 5                             |
| УКУПНО | 3                         | 6                             | 12                                   | 1                    | 6                             |
| Пол    | Остале услужне активности | Приватна домаћинства          | Екстериторијалне организације и тела | Непознато            | Непознато                     |
| Мушки  | 12                        | 0                             | 0                                    | 5                    | 5                             |
| Женски | 2                         | 0                             | 0                                    | 1                    | 1                             |
| УКУПНО | 14                        | 0                             | 0                                    | 6                    | 6                             |